# Monchiero
Monchiero (Muncé in piemontese) è un comune italiano di 582 abitanti della provincia di Cuneo in Piemonte.

## Storia
Parte del territorio comunale subì gravi danni nel novembre 1994 a seguito di una violenta alluvione causata dal Tanaro e dall'affluente Rea.

### Simboli
Lo stemma e il gonfalone sono stati concessi con DPR del 1º agosto 1959.
I due monti sullo stemma rappresentano il colle di San Colombano e quello del Santuario.
Il gonfalone è un drappo di azzurro.

## Monumenti e luoghi d'interesse
- Chiesa parrocchiale dei Santi San Colombano e Giuseppe, nuova parrocchiale edificata nel 1950[6].
- Santuario della Madonna del Rosario (Monchiero Alto), sorta come parrocchiale dedicata a San Colombano sul colle omonimo, situato alla confluenza del torrente Rea col fiume Tanaro. Nel 1739 l'antica parrocchiale danneggiata venne demolita e ricostruita quella nuova, che nel 1773 fu elevata a santuario.

## Società

### Evoluzione demografica
Abitanti censiti

### Etnie e minoranze straniere
Secondo i dati Istat al 31 dicembre 2017, i cittadini stranieri residenti a Monchiero sono 94, così suddivisi per nazionalità, elencando per le presenze più significative:
1. Romania, 36
2. Marocco, 24

## Infrastrutture e trasporti
Monchiero è interessata dal percorso della ex Strada statale 661 delle Langhe, che nel tratto fino a Dogliani fu interessata, tra il 1923 e il 1953, dalla presenza del binario della tranvia Monchiero-Dogliani.
Quest'ultima si diramava dalla stazione FS di Monchiero, posta lungo la ferrovia Bra-Ceva, soppressa nel 1994.

## Amministrazione
Di seguito è presentata una tabella relativa alle amministrazioni che si sono succedute in questo comune.
| Periodo        | Periodo        | Primo cittadino  | Partito                                 | Carica  | Note   |
| -------------- | -------------- | ---------------- | --------------------------------------- | ------- | ------ |
| 24 giugno 1985 | 1º giugno 1990 | Bruno Conterno   | Partito Liberale Italiano               | Sindaco | [ 10 ] |
| 1º giugno 1990 | 9 gennaio 1993 | Bruno Conterno   | lista civica                            | Sindaco | [ 10 ] |
| 9 gennaio 1993 | 24 aprile 1995 | Marziano Porasso | lista civica                            | Sindaco | [ 10 ] |
| 24 aprile 1995 | 14 giugno 1999 | Marziano Porasso | centro-sinistra                         | Sindaco | [ 10 ] |
| 14 giugno 1999 | 14 giugno 2004 | Marziano Porasso | lista civica                            | Sindaco | [ 10 ] |
| 14 giugno 2004 | 8 giugno 2009  | Giovanni Bottino | lista civica                            | Sindaco | [ 10 ] |
| 8 giugno 2009  | 26 maggio 2014 | Giovanni Bottino | lista civica                            | Sindaco | [ 10 ] |
| 26 maggio 2014 | 27 maggio 2019 | Giovanni Bottino | lista civica Collaborazione e progresso | Sindaco | [ 10 ] |
| 27 maggio 2019 | 09 giugno 2024 | Riccardo Ghigo   | lista civica Collaborazione e progresso | Sindaco | [ 10 ] |

## Galleria d'immagini

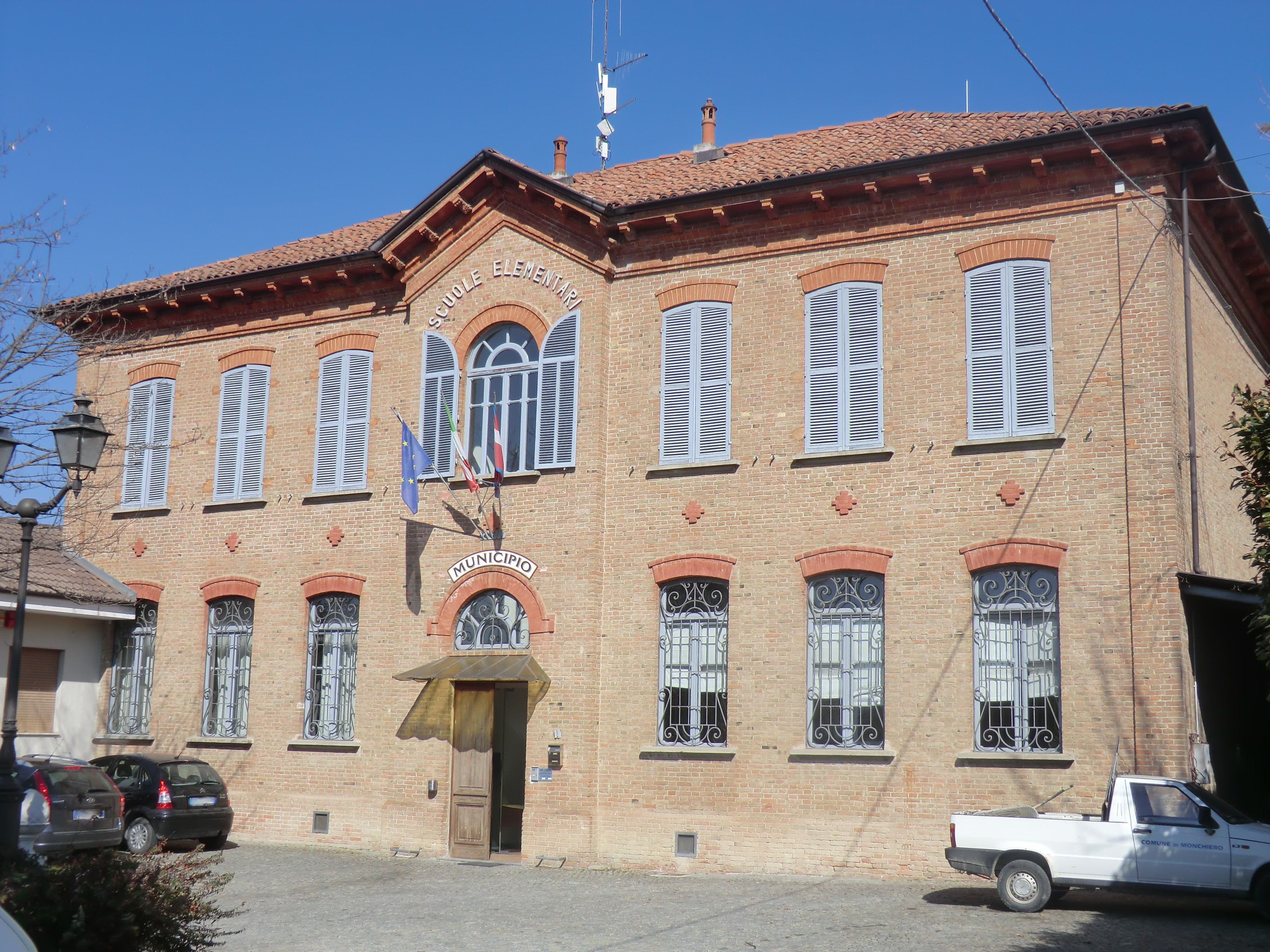
Municipio
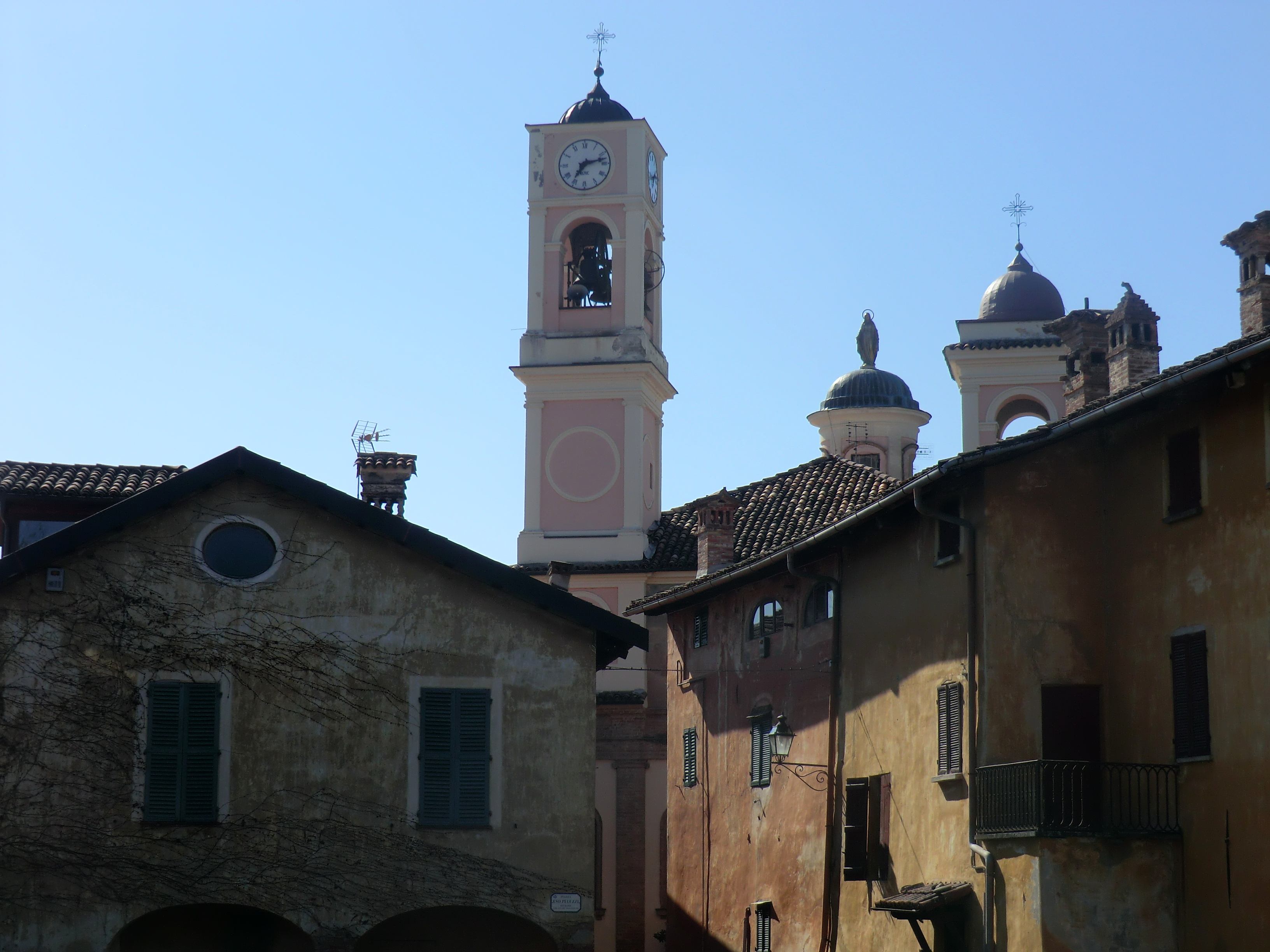
Monchiero alto e il santuario della Madonna del Rosario